# Park Narodowy Słowacki Raj
Park Narodowy „Słowacki Raj” (słow. Národný park Slovenský raj) – park narodowy w grupie górskiej Słowacki Raj na Słowacji.
Tereny Słowackiego Raju objęto ochroną jako Obszar Chronionego Krajobrazu (słow. Chránená krajinná oblasť) decyzją Komisji Słowackiej Rady Narodowej do spraw Szkolnictwa i Kultury (słow. Komisia Slovenskej národnej rady pre školstvo a kultúru) nr 30 z dnia 21 sierpnia 1964 r. Był to pierwszy obiekt objęty tą formą ochrony, powołany w ówczesnej Czechosłowacji. W 1988 r. zmieniono status ochrony, powołując Park Narodowy „Słowacki Raj”. Powierzchnia Parku wynosi 194,14 km², a powierzchnia jego pasma ochronnego 54,75 km². Na obszarze Parku wytyczono 19 rezerwatów przyrody, w tym 11 narodowych rezerwatów przyrody (słow. národná prírodná rezervácia).
Na terenie Parku istnieją liczne znakowane szlaki turystyczne piesze i rowerowe. Najbardziej atrakcyjne trasy piesze biegną dnem tzw. roklin – wąskich wąwozów o wysokich ścianach, w których najtrudniejsze odcinki pokonuje się za pomocą sztucznych ułatwień w postaci metalowych lub drewnianych kładek, mostków i drabin (o wysokości do kilkunastu metrów). Jedyną w swoim rodzaju atrakcję stanowi trasa biegnąca przełomem Hornadu, w którym najwęższe odcinki pokonuje się ciągiem metalowych półeczek, umocowanych w litej, pionowej skale kilka metrów ponad nurtem rzeki.
Na obszarze Parku istnieje ponad 600 jaskiń i studni krasowych. Najbardziej znana to udostępniona do zwiedzania Dobszyńska Jaskinia Lodowa.

## Zewnętrzne linki
- Słowacki Raj